# 穗高神社
穗高神社（日语：／ Hotaka-jinja */?）是日本長野縣的神社，本宮（里宮）位於安曇野市穗高，奧宮位於松本市安曇上高地，嶺宮位於奧穗高岳山頂，社格是名神大社、信濃國三宮、國幣小社和別表神社，祭神是穗高見命、綿津見命和瓊瓊杵命，與諏訪大社、生島足島神社並稱為「信濃三社」。文化財方面，穗高神社的御船祭習俗是長野縣指定文化財、三宮穗高社御造宮定日記、穗高神社的鷺足膳、穗高神社的手洗石和手水舍、穗高神社的神橋、穗高神社的繪馬、穗高神社大門的櫸樹、穗高神社若宮西的櫸樹、穗高神社的御奉射神事和穗高神社式年遷座祭是安曇野市指定文化財。
氏子根據《府縣鄉社明治神社誌料》記載是455戶，《日本社寺大觀》稱是450戶，《神社名鑑》稱是1,200戶，《全國神社名鑒》稱是1,500人，《式內社調查報告》指是1,681戶，按氏子地區是等等力區249戶、等等力町區562戶、穗高町區348戶和穗高區522戶，第二次世界大戰前則是866戶，按氏子地區順序是168戶、300戶、174戶和224戶

## 位置與名稱

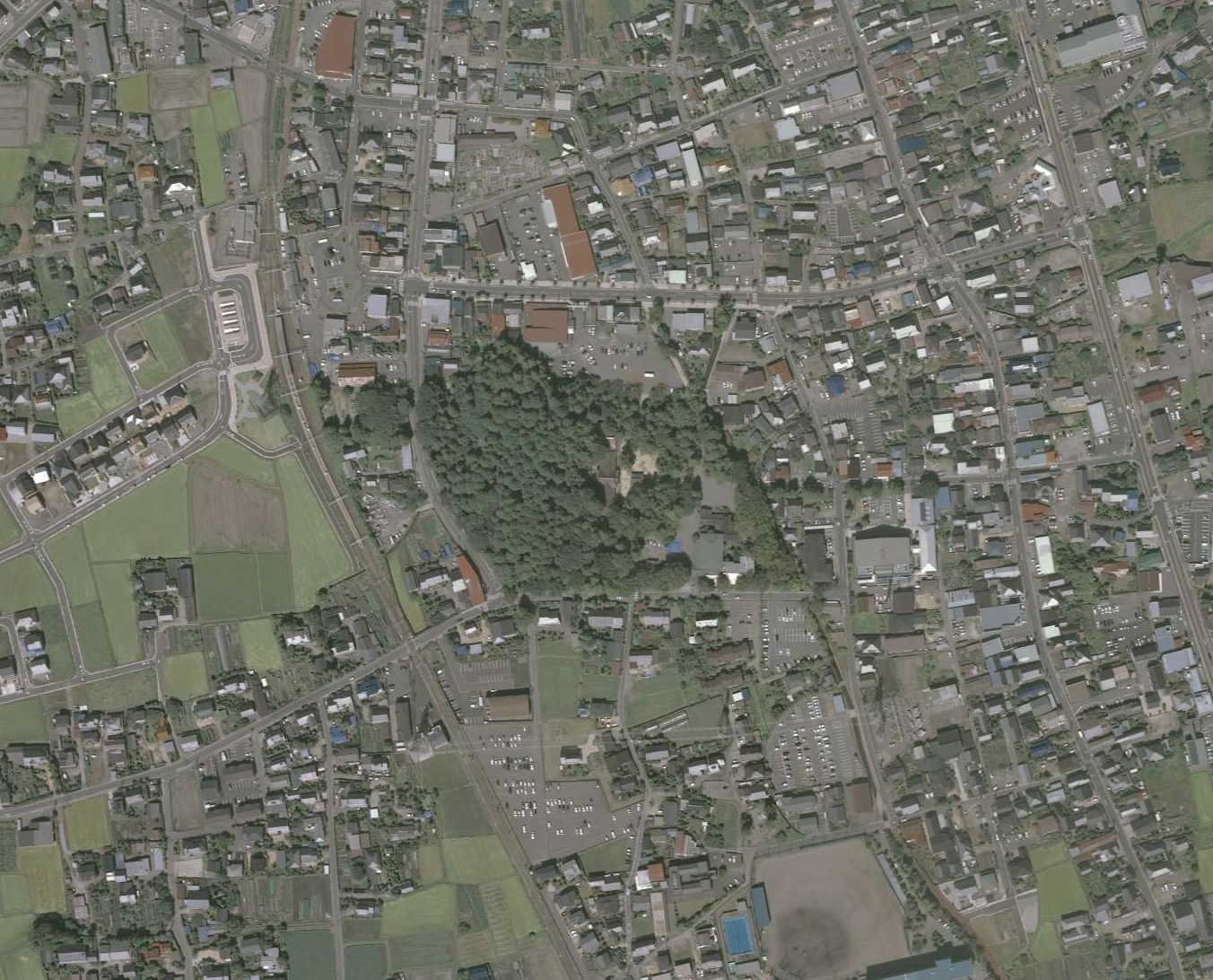
本宮一帶

神社的本宮（里宮）位於烏川沖積扇尾端的穗高本鄉，背靠日本阿爾卑斯朝東而建，地處千國街道，以東200米處是國道147號，西面遙望常念岳，行政區劃原為信濃國安曇郡八原鄉，後為穗高鄉、松本縣安曇郡保高村、筑摩縣安曇郡保高村、東穗高村、長野縣安曇郡東穗高村、南安曇郡東穗高村和穗高町，大字和字均是穗高。奧宮位於中部山岳國立公園內明神岳正下方上高地的明神池畔，行政區劃原為信濃國安曇郡大野川村、筑摩縣安曇郡安曇村、長野縣安曇郡安曇村和南安曇郡安曇村，字是明神和穗高嶽，嶺宮則位於北阿爾卑斯奧穗高岳的山頂。
神社在《日本三代實錄》貞觀元年2月11日（859年3月18日，天安3年）條中稱為「寶宅神」，《延喜式神名帳》中稱為「穗高神社」，意指穗高神的神社或位於穗高的神社，中世時稱為三宮，有三座本殿，分別是大宮、南宮和若宮，天文18年（1549年）的《造宮定日記》題籤則稱為「穗高正一位五所大明神」。寬文9年（1669年），神社向松本藩自稱為「安曇郡矢原庄穗高正一位大明神」，二木幹夫藏安政2年（1855年）的《安曇筑摩兩郡村村明細調書上帳》則為「穗高大明神」。

## 歷史

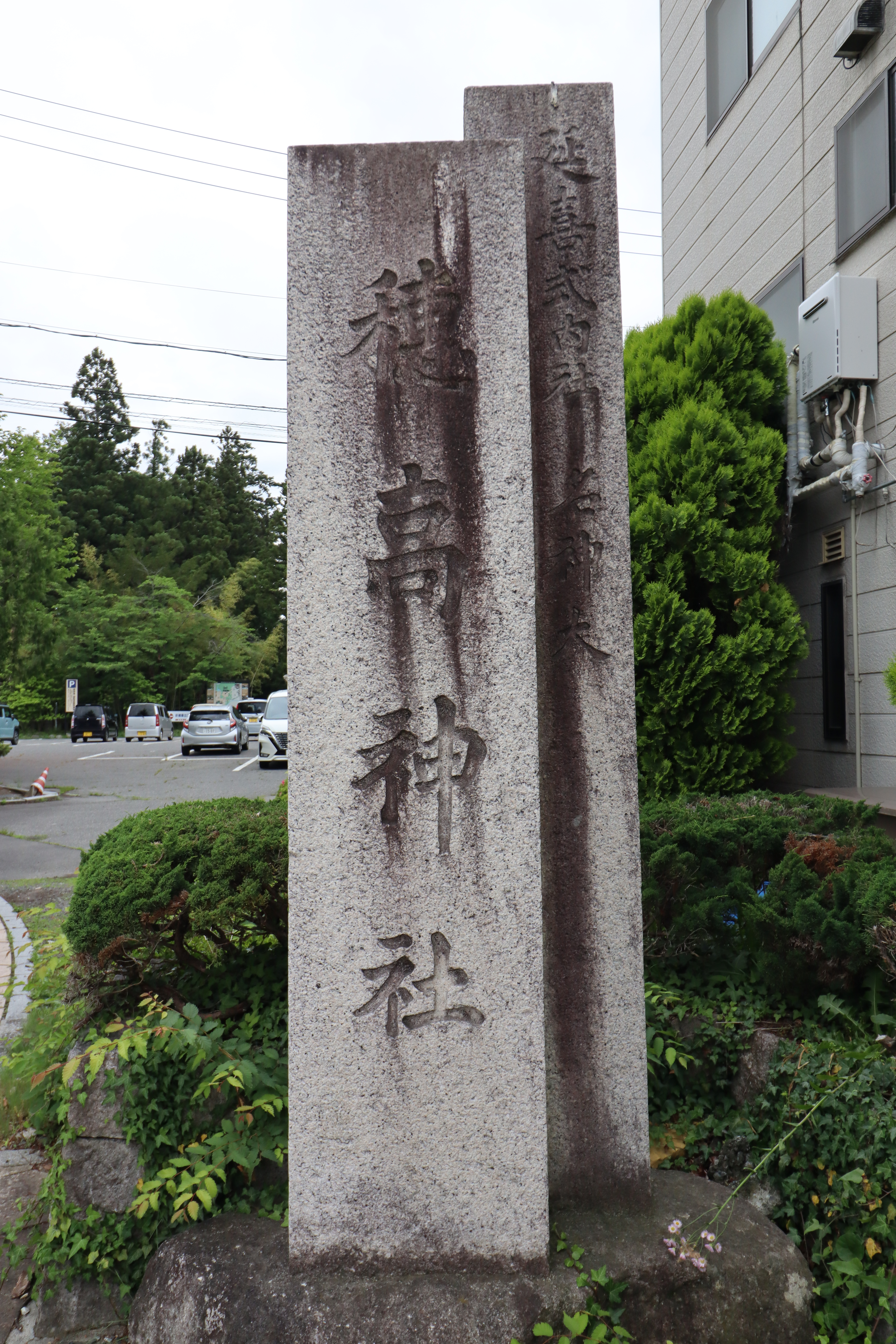
刻有「延喜式內社 名神大」的社號標

神社的創建時期不明，根據社傳記載，安曇氏的祖神穗高見命在神代時降臨穗高岳後開發中部山岳地帶以及梓川流域，其子孫也定居於此，並且奉其為神明而來。貞觀元年2月11日，根據《日本三代實錄》記載，神社作為「寶宅神」的神階自從五位下升至從五位上，《延喜式神名帳》中則為名神大社，與川會神社是安曇郡內僅有的式內社。康和5年6月10日（1103年7月15日），根據《朝野群載》記載，神社被處以中祓。根據《式內社調查報告》記載，神社的神宮寺、宮奉行和社僧始於三寶院聖雲法親王時期。在甲越戰亂時，社殿和社家均毀於戰火。根據文明15年2月3日（1483年3月11日）的《三宮穗高社御造宮定日記》，記載有神社領地的四至。根據天正13年（1585年）的《三宮穗高社御造宮定日記》記載，神社是信濃國三宮。

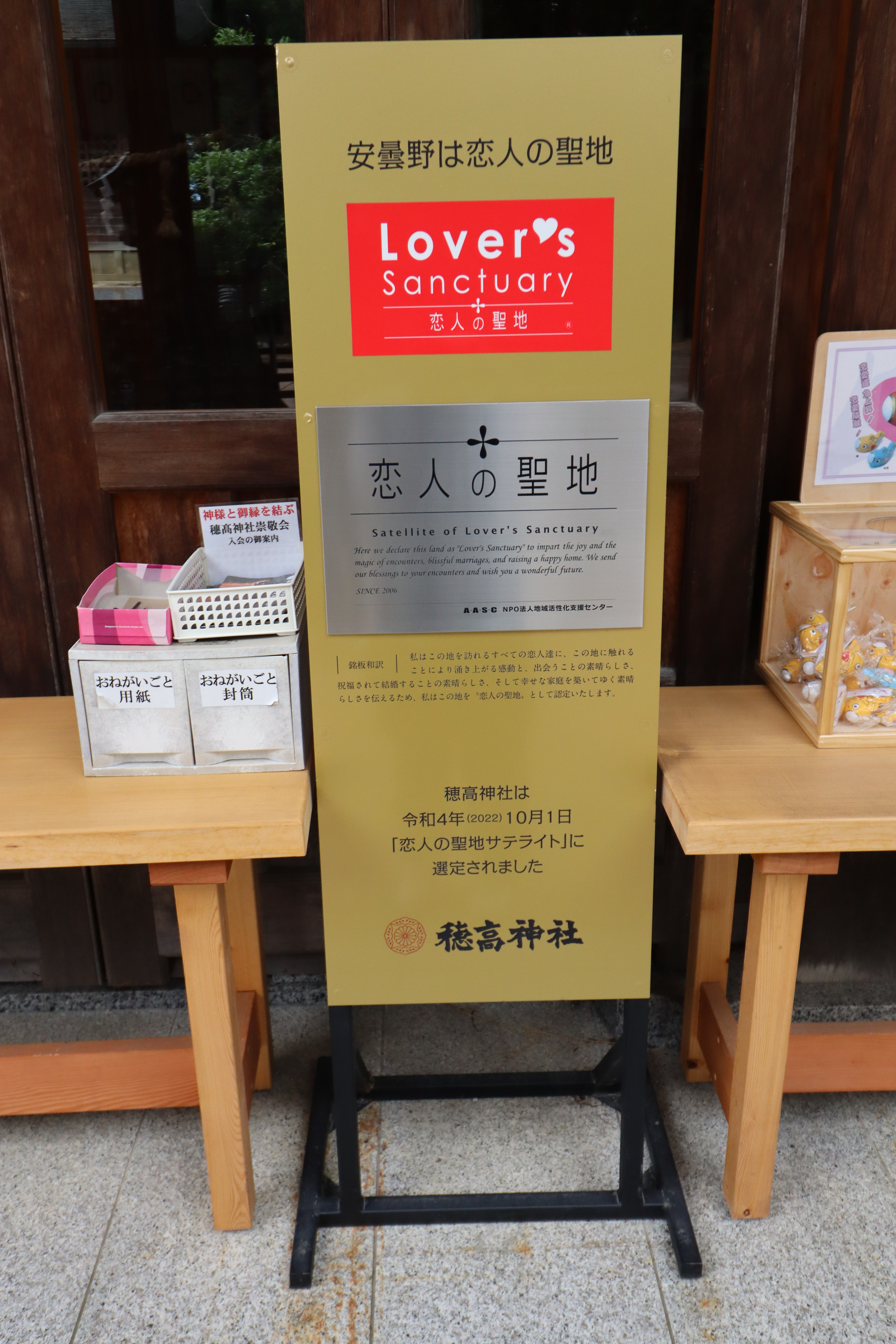
「戀人的聖地」紀念牌匾

根據明應10年2月11日（1501年2月28日）的《三宮穗高社御造宮定日記》記載，神社的造營由記載於《和名類聚抄》中的安曇郡高家鄉、八原鄉和前科鄉負責，其中大宮是穗高、柏原、白金、草深、萱灰兩條、橋爪、耳塚、船方、池田和庄科，南宮御寶殿是北等等力，二階御門屋一宇由飯田、熊倉兩條、中曾根、中萱、戶間、冰室、大妻內宮高、唐笠木、成合、榆村、久木兩條、二木、及木、角懸、杏、長尾、寺所和間間部，若宮御寶殿是犬甘島、平瀨和小宮，御柱是大穴、荻原、重柳、針俁、豬鹿牧、神戶、多多井、山本和古幡牧，鳥居是田毛見、狐島和堀金，玉垣是細野、賀治屋毛見、板取和北大和田，荒垣是菅沼鄉和細萱鄉，舞台是前見保，廳屋是古厩和南等等力負責，造營本身自文明15年2月3日起七年一度，大檀那至天文18年2月1日（1549年2月28日）時均是大伴氏（細萱氏），天文24年2月12日至天正13年2月12日（1555年3月5日至1585年3月13日））則是仁科氏，政所（宮奉行）一直是細萱氏，最初由神宮寺的僧人執筆，天文24年2月12日改由仁科氏相關的僧人負責。
文祿年間（1593年至1596年），神社獲安堵15石，神宮寺則是3石的朱印。其後，松本城城主石川康長沒收神宮寺的領地，神社的領地則改為10石，涵蓋保高村內水田4反6步（約3986.78平方）以及旱田8反3畝5步（約8247.93平方），東西兩神主各佔10石中的約1石7斗（約306.66公升）、禰宜丸山氏是4斗（約72.16公升），神子則是約3斗9升（約70.35公升）。其後，神社獲松本城城主小笠原秀政授予10石的墨印、籾25俵、祭免6俵和湯立免9俵，以後也獲歷任松本城城主在式年遷宮時舉行臨時的祈禱。明治5年11月（1872年12月），神社獲列為鄉社，1882年5月9日升為縣社，1907年9月20日列為神饌幣帛料供進社，1940年11月2日獲升至國幣小社。1948年9月30日，神社本廳制定「幹部和職員去留相關規定」（役職員進退に関する規程，《規程第15號》），神社列於其中第五條提到的「記載於別表的神社」（別表に掲げる神社）之內，即別表神社。1967年，奧宮獲皇太子一家前來參拜。2016年8月11日，德仁作為皇太子與皇太子妃、愛子內親王前來參拜，這是德仁事隔49年以來再次參拜奧宮。2022年10月1日，神社獲選為戀人的聖地。

## 境內
根據《府縣鄉社明治神社誌料》和《日本社寺大觀》記載，神社境內面積達16062坪（約53097.52平方），1904年時的社叢達3900坪（約12892.56平方）左右，《神社名鑑》記載的境內面積是10000坪（約33057.85平方），《全國神社名鑒》稱本宮的境內面積是10,000坪，奧宮是16000坪（約52892.56平方），《式內社調查報告》則指里宮是10000坪，奧宮是16062坪，其中里宮在1875年時是7278坪（約24059.5平方）。根據神社官方說法，奧宮的16000坪原為官有地，在1950年11月1日免費取得。
- 右邊三座是本殿，左邊一座是別宮
- 拜殿

本殿佔地3坪（約9.92平方），由中殿、左殿和右殿組成，祭神分別是穗高見命、綿津見命和瓊瓊杵命，其中中殿是採用千木和鰹木的穗高造建築，在二十年一度的式年遷宮時重建，舊本殿則轉移至其他地方，根據《日本歷史地名大系》記載現存的舊本殿有11座，造型略有不同，大致是一間社流造，正面寬2間2尺8寸（約4.48），長2間5尺5寸（約5.3），分散於小田多井八幡神社、吉野神社、伍社和秩父神社等神社，小田多井八幡神社、吉野神社和伍社的舊本殿分別是在元祿2年（1689年）、寶永6年（1709年）和文政12年（1829年）建成，秩父神社的舊本殿則在2009年改建為柞祖靈社。別宮神明社祭神是天照大御神，社殿建於1929年，1959年屋頂改鋪銅板，2012年9月完成修理。拜殿佔地50坪（約165.29平方），2000年時曾經擴建，重建於2006年，拜殿內的隨身像在明和6年4月14日（1769年5月19日）由江戶幕府御用商人井口郡有（飯嶋喜左衛門）獻上。
- 鹿島社和八幡社
- 秋葉社和疫神社
- 若宮社、狛犬和說明牌

- 四神社
- 保食社和子安社
- 事比羅社和八坂社

攝末社有鹿島社、八幡社、秋葉社、疫神社、若宮社、四神社、保食社、子安社、事比羅社和八坂社。若宮社祭神是阿曇連比羅夫命，相殿是信濃中將，社殿建於明治2年（1869年），原本是神社的本殿，1936年遷宮時變成若宮社的社殿，狛犬則由井口郡有（飯嶋喜左衛門）在明和6年4月14日時獻上，其解說牌則由井口郡有的後裔井口喜文在2019年時獻上。
- 菅原社、歌神社和八王子社
- 穗高靈社
- 奧宮

菅原社、歌神社和八王子社是由村山清政在享保7年（1722年）勸請而來，祭神分別是菅原道真命、柿本人麿大人和五男三女神，2011年4月23日完成修復，2024年秋天獲村山醫院奉納圍欄，並且在南邊新設樹立合格幟的地方。穗高靈社建於1948年，祭神是來自等等力區、等等力町區、穗高町區、穗高區、白金區、矢原區和柏矢町區的234名戰死者。奧宮在文獻上見於明和7年（1770年）的《穗高嶽御造營奉加帳》，推測奧宮在這之前已經建立，同年的《雨乞三齋日記》也記載有在奧宮求雨的事蹟。本殿建於1977年，2012年6月完成修理。1984年7月2日，石造嶺宮祠和社號標落成，當時位置偏離山頂，2013年7月時在奧穗高岳的山神頂重建。
- 手洗石和手水舍
- 神橋
- 正參道鳥居

- 御船會館
- 北神苑手水石
- 參集殿

享保14年（1729年），手洗石落成，高73厘米，上方部分寬167厘米，長112厘米，下方部分寬160厘米，長110厘米。1883年，神橋落成，高1米，寬5.03米，長2.05米。1885年，手洗石的手水舍落成，正面寬354厘米，長290厘米，為流造平入建築。1902年5月，正參道鳥居落成，原本刻有「日露交戰」的字樣，在太平洋戰爭後被移除，2015年時鳥居上方部分由於事故而塌落，同年完成修復。1982年，神社的資料館御船會館啟用，建築面積達760平方米，為樓高兩層的鋼筋建築，約有250種館藏。1989年，北神苑手水石和物倦太郎的青銅像落成。1995年，參集殿擴建，並且在2012年3月1日完成重修。
- 北神苑的石大鳥居
- 阿曇比羅夫青銅像
- 鹽之道

- 健康長壽道祖神
- 結緣石神
- 嶺宮遙拜社

- 重建前的境內入口木造大鳥居
- 重建後的境內入口木造大鳥居
- 社務所

2000年，北神苑的石大鳥居和人偶研修館落成。2003年，阿曇比羅夫青銅像、正面手水龍和鹽之道落成。2013年12月27日，健康長壽道祖神落成，由中嶋大道製作，不鏽鋼製，高約2.5米，寬約1.6米，同年結緣石神也落成。2015年，神樂殿、手水舍和嶺宮遙拜社落成。2019年5月1日，境內入口的木造大鳥居重建，此鳥居原本建於文化元年（1804年）6月。2020年3月1日，原本建於1940年的社務所開始重建，新社務所是佔地約450平方米的兩層高木造建築，同年12月15日完工，東面是齋館，北面是社務所。
- 孝養杉
- 若宮西的櫸樹

境內樹木有孝養杉、若宮西的櫸樹、白松和大門的櫸樹等等，孝養杉位於神樂殿旁邊，為樹齡超過500年的日本柳杉，源於高木董江在1921年時參拜神社祈求母親康復而來。若宮西的櫸樹位於神樂殿以北的若宮西面，樹齡同樣超過500年，樹圍達4.2米，高18米，樹枝延伸達20米，川端康成、井上靖和東山魁夷在1970年5月前來參拜時曾經大讚此樹，井上靖甚至將此樹寫入其小說《櫸木》（けやきの木）。白松位於社務所中庭，此樹源於小平總治在1931年從中國紫禁城帶來的白松種子，他分發種子給鄉里，最終成功讓其發芽的卻只有望月喜代美一人，望月在1930年時為了慶祝皇紀2,600年以及升格為國幣小社而獻上此樹。1962年4月，神社為了祝賀昭和天皇生日，按慣例向天皇獻上山葵時以松枝作墊，並且獲天皇告知此乃白松。同年，為了記念此事而獻奏琵琶歌，作詞是當時在宮內廳擔任掌典職的矢尾板敦，作曲和演奏者則是薩摩琵琶宗家的吉水錦翁。大門的櫸樹位於表參道南面，市政府的入口處，樹齡超過500年以上，樹圍6米，樹高8米，文獻上見於江戶時代的《東大祝文書》，記載道當時的參拜者於樹下乘涼。

## 祭事
| 一日參拜（每月1日） 月旦祭（每月1日） 月次祭（每月27日） 式年遷宮祭（20年一度時的5月寅日） | |      |                                                                          |      | |
| 1月                                                                                        | 新春首次祈禱（1月1日） 歳旦祭（1月1日） 聖壽萬歳（1月1日） 氏子和崇敬者安全祈禱（1月1日） 聖壽萬歳和天下泰平祈禱祭（1月1日至8日） 新春祈禱交通安全祈禱大祭（1月1日至8日） 厄除和八方除特別祈禱祭（1月9日至11日和15日至17日） | 2月  | 節分祭（2月2日） 竈神祭（2月2日）                                        | 3月  | 祈年祭（3月17日） 奉射祭（特別神事，3月17日） 勸學祭（3月最後一個星期日）                               |
| 4月                                                                                        | 嚴島社例祭宵祭（4月17日） 嚴島社例祭本祭和道祖神祭（4月18日） 穗高靈社例祭宵祭（4月19日） 穗高靈社例祭本祭（和平祈願祭，4月20日） 上高地開山祭（4月27日）                                                                    | 5月  | 山葵御料圃祭（5月2日）                                                   | 6月  | 大祓式（6月30日）                                                                                       |
| 7月                                                                                        | — | 8月  | 祖靈祭（8月2日） 穗高靈社御靈祭（8月15日）                               | 9月  | 兒童祭（9月10日前的星期六日） 本宮例祭宵祭（9月26日） 本宮例祭本祭（御船祭，9月27日） 翌日祭（9月28日） |
| 10月                                                                                       | 山岳遇難者慰靈祭（10月7日） 奧宮例祭（龍頭鷁首的御船神事，10月8日） 日本阿爾卑斯遇難者慰靈祭（10月8日） | 11月 | 七五三祝祭（11月15日） 國幣小社列格紀念祭（11月19日） 新嘗祭（11月19日） | 12月 | 大祓式（12月31日） 除夜祭（12月31日）                                                                   |

奉射祭是祈求國家安泰和五穀豐收的祭事，根據明應10年的《三宮穗高社御造營定日記》記載當時稱為步射，元龜4年（1573年，天正元年）時是步社，享保18年（1733年）時是武射，文政9年（1826年）時是奉射，直至明治4年（1871年）為止均於舊曆正月17日，其後才改為西曆3月17日舉行。祭事當天，直徑達5尺2寸（約1.58）的箭靶會設置於神樂殿前，此箭靶以日本扁柏或日本花柏製成，箭靶背面貼上寫有甲、乙和丙三字，表示鬼的白紙。下午三點，宮司在拜殿的向拜向東北方向射出神之矢，禰宜則向東南方向射出殿之矢，然後由神職向13米外的神樂殿箭靶放箭十二支，象徵一年十二個月，通過命中情況來預測各月的天氣和吉凶。神之矢和殿之矢本身長約6寸（約0.18），以奉書紙製成的羽毛作為箭尾，箭頭削尖，剩餘十二支箭則是鏑矢，長約3尺2寸（約0.97），箭尾部分是鷹羽毛，箭頭呈圓形，以鹽膚木製成，弓以桑樹製成，與箭靶同樣長5尺2寸，弓弦則為麻繩。祭事結束後，將神之矢和殿之矢奉納至本殿，其餘十二支箭和箭靶則由信眾爭奪，供奉於家中神棚或出入口來祈求豐收和消災解難，殿之矢在古時則獻予松本藩藩主。

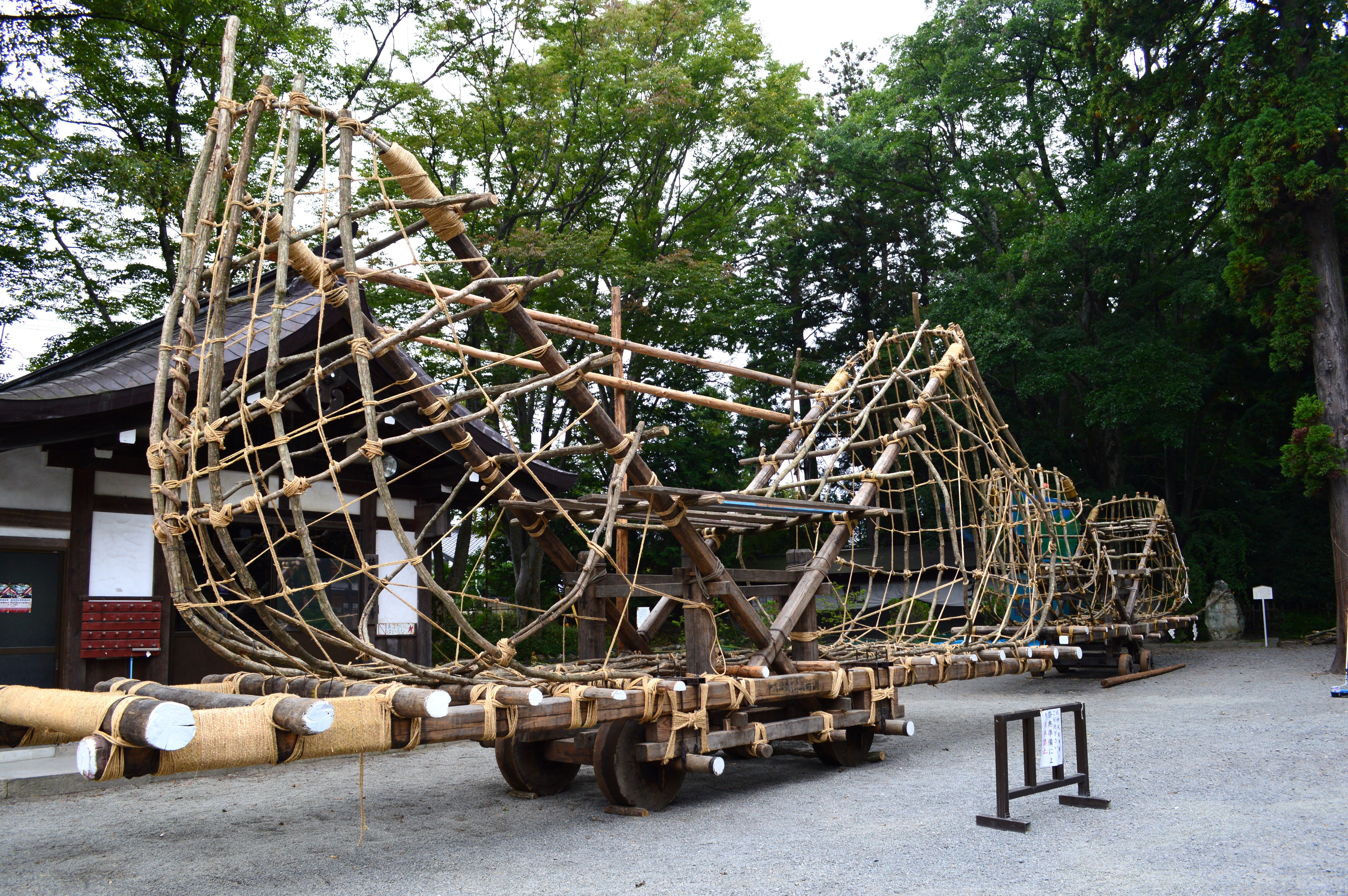
船型山車

御船祭是本宮的例祭，起源於紀念安曇比羅夫率領水軍支援百濟的事蹟，原本在舊曆7月26日和27日舉行，現在則於9月26日和9月27日舉行。9月26日晚上舉行宵祭，氏子代表在參拜後，按等等力區、等等力町區、穗高町區和穗高區的順序，各區的負責人在神樂殿繞三圈後離開神社。9月27日舉行本祭，裝飾有穗高人偶的五艘船型山車由氏子拉進神社，其中兩艘稱為大人船，三艘稱為兒童船（子供船），前後分別掛滿男女的和服，船型山車本身則每年均以全新的木材製作。在兒童船於神樂殿繞三圈後，大人船則在拜殿前互相碰撞，從而重現當年白村江之戰的戰況。
式年遷宮祭由小遷宮祭和大遷宮祭組成，小遷宮祭是指在每七年和每十三年時修理和清理本殿的儀式，大遷宮祭則是每二十年重建一座本殿。首先，在本殿遷座祭的一百天之前舉行四至榊立神事，四至榊立神事是指在神社四方1里（約3.93公里）各處豎立紅淡比以及用上注連繩，並且花費一天時間巡遊各處來保持神聖。其後，舉行臨時社殿遷座祭，將神體轉移至臨時社殿，本殿遷座祭的前一天則在本殿內外進行除祓。本殿遷座祭當天，神體通過神轎從臨時社殿遷移至本殿，全程以絲綢遮擋。翌日舉行奉幣祭，獻上由天皇下賜的幣帛，其後舉行奉祝祭，向在遷宮祭時寄進予神社的眾人匯報以及祈禱。翌年，登上奧穗高岳，向嶺宮匯報已經順利完成遷宮。

## 註解
1. ↑  矢原庄推測現為安曇野市穗高地區至北安曇郡池田町和松川村一帶[11]。
2. ↑  現行對應地名如下[10][11]：
  - 柏原現為安曇野市穗高柏原（日语：西穂高村）。
  - 白金、萱灰兩條、北等等力、賀治屋毛見和南等等力現為安曇野市穗高。
  - 草深和豬鹿牧現為安曇野市穗高牧（日语：西穂高村）。
  - 橋爪、耳塚和古厩現為安曇野市穗高有明（日语：有明村 (長野県)）。
  - 船方、神戶、細野、板取、北大和田現為松川村。
  - 池田和庄科現為池田町池田。
  - 飯田、熊倉兩條、中曾根和間間部現為安曇野市豐科（日语：豊科町）高家（日语：高家村 (長野県)）。
  - 中萱、二木和及木現為安曇野市三鄉（日语：三郷村 (長野県)）明盛（日语：明盛村）。
  - 戶間和成合現為安曇野市豐科。
  - 冰室和大妻內宮高現為松本市梓川（日语：梓川村）倭（日语：倭村 (長野県南安曇郡)）。
  - 唐笠木、寺所、重柳、針俁和細萱現為安曇野市豐科南穗高（日语：南穂高村）。
  - 榆村、久木兩條和長尾現為安曇野市三鄉溫（日语：温村）。
  - 角懸、杏、山本和古幡牧現為松本市梓川梓（日语：梓村）。
  - 犬甘島、平瀨和小宮現為松本市島內（日语：島内 (松本市)）。
  - 大穴現為安曇野市明科（日语：明科町）南陸鄉（日语：陸郷村）。
  - 荻原現為安曇野市明科七貴（日语：七貴村）。
  - 多多井現為安曇野市堀金（日语：堀金村）三田（日语：三田村 (長野県)）。
  - 田毛見現為池田町。
  - 狐島現為安曇野市穗高北穗高（日语：北穂高村）。
  - 堀金現為安曇野市堀金烏川（日语：烏川村）和三田。
  - 菅沼鄉現為長野縣大町市常盤（日语：常盤村 (長野県北安曇郡)）。
  - 前見保現為池田町中鵜（日语：七貴村）。

## 外部連結
- . 穗高神社.   [2025-07-04] （日语）.
- 的Instagram帳戶
- YouTube上的頻道
- . 參集殿 和美庭.   [2025-07-04] （日语）.
- . 長野縣神社廳（日语：神社庁）.   [2025-07-04] （日语）.
- . 上高地觀光旅館組合.   [2025-07-04] （日语）.